# Калначи (Харгита)
Калначи (рум. Călnaci) насеље је у Румунији у округу Харгита у општини Субчетате. Oпштина се налази на надморској висини од 827 m.

## Становништво
Према подацима из 2002. године у насељу је живело 290 становника, од којих су сви румунске националности.